# Ilaria Salvatori
Ilaria Salvatori (n. 5 februarie 1979, Frascati, Lazio, Italia) este o scrimeră italiană, medaliată olimpică. A participat la 2 ediții ale Jocurilor Olimpice (2008, 2012) în care a câștigat o medalie de aur și o medalie de bronz.